# Türyançay (vattendrag)
Türyançay är ett vattendrag i Azerbajdzjan. Det ligger i den centrala delen av landet, 210 km väster om huvudstaden Baku.
Trakten runt Türyançay består till största delen av jordbruksmark. Runt Türyançay är det ganska tätbefolkat, med 93 invånare per kvadratkilometer.